# تایگو
تایگو (انگلیسی: Tigo) شرکت مخابرات گواتمالایی است، که در سال ۱۹۸۹ تأسیس شد.